# Azienda Trasporti Milanesi
Die Azienda Trasporti Milanesi (bis 1998 Azienda Tranviaria Municipale Milano), kurz ATM oder ATM Milano, ist ein öffentliches Verkehrsunternehmen in der italienischen Stadt Mailand und betreibt dort den ÖPNV mit den U-Bahn-Linien, den Straßenbahn- und O-Bus-Linien sowie dem Autobusnetz.

## U-Bahn
Seit dem 1. November 1964 verkehrt in Mailand eine U-Bahn.
Die ATM betreibt heute fünf Linien:
M10 Sesto I Maggio – Loreto – Duomo – Rho Fiera / – Bisceglie
M20 Assago Milanofiori Forum – / Abbiategrasso – Cologno Nord / – Gessate
M30 San Donato – Comasina
M40 Flughafen Mailand-Linate – San Cristoforo
M50 Stadion San Siro (Piazzale Axum) – Bignami
SAT0 (U-Bahn San Raffaele)

## Straßenbahn

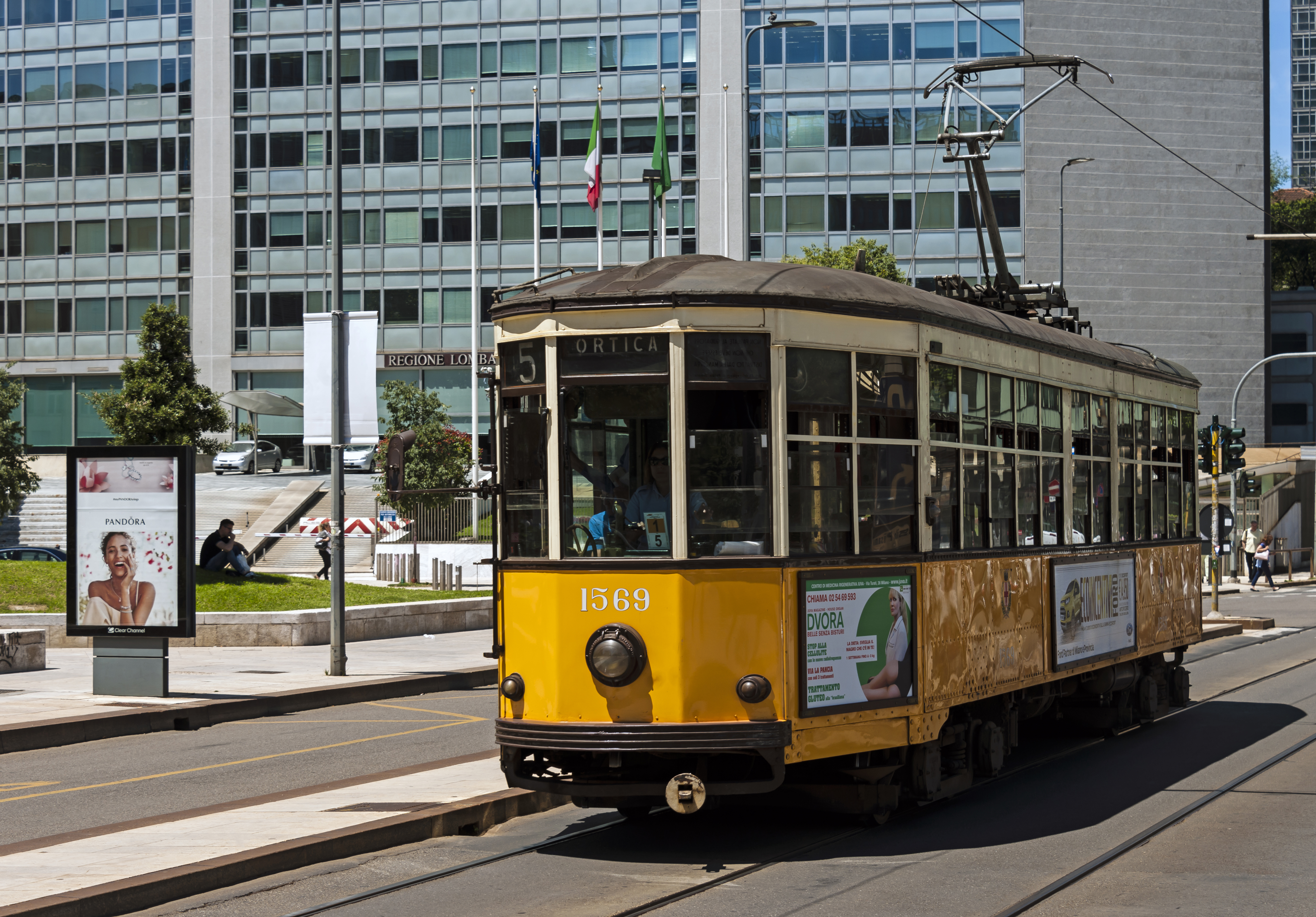
Straßenbahnwagen der Bauart Ventotto

Die Straßenbahn in Mailand geht auf die am 8. Juli 1876 eröffnete Pferdebahn zurück. Die erste elektrische Bahn wurde am 1. November 1893 durch die General Electric Company eröffnet. Diese erhielt eine bis 1917 laufende Konzession, die sie zum Bau weiterer 17 Linien verpflichtete. Nach Ablauf dieser Konzession gingen diese in den Besitz der Stadt über. Zu diesem Zweck wurde die Azienda Tramviaria Municipale, gegründet.
2022 wurden die folgenden 17 Linien betrieben:
010 Greco (Via Martiri Oscuri) ↔ Roserio
020 P.za Bausan ↔ P.le Negrelli
030 Duomo (Via Cantù) ↔ Gratosoglio
040 P. Castello ↔ Niguarda (Parco Nord)
050 Ortica (Via Milesi) ↔ Ospedale Niguarda
070 P.le Lagosta ↔ Precotto (Via Anassagora)
090 Staz. Centrale (P.za IV Novembre) ↔ Staz. Genova
100 Viale Lunigiana ↔ Piazza XXIV Maggio
120 Roserio ↔ Viale Molise
140 Cimitero Maggiore ↔ Lorenteggio
150 Duomo (Via Dogana) ↔ Rozzano (Via Guido Rossa)
160 Stadion San Siro (Piazzale Axum) ↔ Via Monte Velino
190 Lambrate ↔ P.za Castelli
240 P.za Fontana ↔ Vigentino (Via Selvanesco)
270 P.za Fontana ↔ Viale Ungheria
310 Bicocca ↔ Cinisello (Via I Maggio)
330 P.le Lagosta ↔ Rimembranze di Lambrate

## Oberleitungsbus

O-Bus-Netzplan

Am 28. Oktober 1933 wurde die erste Oberleitungsbus-Linie durch die ATM Milano in Betrieb genommen. Heute werden noch vier Linien mit einer Länge von 40,4 Kilometern betrieben, darunter eine Ringlinie um das Stadtzentrum herum:
900 Viale Isonzo – P.le Lotto – Viale Isonzo (Ringlinie im Uhrzeigersinn)
910 Viale Isonzo – P.le Lotto – Viale Isonzo (Ringlinie gegen den Uhrzeigersinn)
920 Bovisa FN – Viale Isonzo
930 Lambrate FS M2 – Viale Omero

## Buslinien
Neben der Straßenbahn und den Oberleitungsbussen betreibt ATM Milano noch folgende Autobus-Linien:
0340 Via Toffetti – Quartiere Fatima
0350 Molino Dorino M1 – Comasina M3
0380 Via Corelli – Susa M4
0390 Loreto – Via Pitteri
0400 Bonola M1 – Niguarda (Parco Nord)
0410 Quartiere Bovisasca – Niguarda
0420 Quartiere Bicocca – Statione Centrale FS
0430 Greco – Piazza Firenze
0440 Quartiere Turro – Cascina Gobba M2
0450 San Donato M3 – Lambrate FS M2
0460 Famagosta M2 – Quartiere Cantalupa
0470 Bisceglie M1 – Romolo M2
0480 Istituto Palazzolo – Lotto – Istituto Palazzolo (Ringlinie im Uhrzeigersinn)
0490 San Cristoforo FS M4 – Ospedale San Carlo – Lotto
0500 Lorenteggio – Cairoli M1
0510 Cimiano M2 – Zara
0520 Bruzzano FN – Greco FS / Bicocca Università
0530 Sesto Marelli M1 – Quartiere Adriano – Lambrate FS M2
0540 Dateo M4 – Lambrate FS M2
0550 Cimitero Lambrate – Quartiere Feltre – Loreto
0560 Quartiere Adriano – Via Padova – Loreto
0570 Quarto Oggiaro – Cairoli M1
0580 Baggio (Via Noale) – Piazzale Aquileia
0590 Famagosta M2 – Porta Lodovica
0600 Zara – Duomo
0610 Largo Murani – Duomo
0620 Piazza Sire Raul – Porta Romana M3
0630 Muggiano – Quartiere degli Olmi – De Angeli M1
0640 Bonola M1 – Molinetto di Lorenteggio
0650 Abbiategrasso M2 – Porta Romana M3
0670 Baggio (Via Scanini) – Piazzale Baracca
0680 Bonola M1 – Via Bergognone
0690 Molino Dorino M1 – Gallaratese / San Leonardo – Piazza Firenze
0700 Cimitero Bruzzano – Monumentale M5
0710 Romolo FS M2 – Famagosta M2 – Porta Lodovica
0740 Famagosta M2 – Piazzale Cantore
0760 Bisceglie M1 – Quinto Romano
0770 Poasco – Cimitero di Chiaravalle – Corvetto M3 – San Donato M3
0780 Via Govone – Bisceglie M1
0790 Quartiere Gratosoglio – Porta Lodovica
0800 Molino Dorino M1 – Quinto Romano – De Angeli M1
0810 Sesto Marelli M1 – Lambrate FS M2
0820 Quartiere Bovisasca – Zara
0840 Corvetto M3 – Largo Augusto
0850 Largo Augusto – Piazza Napoli
0860 Ca' Granda M5 – Cascina Gobba M2
0870 Villa San Giovanni M1 – Centrale FS
0880 Rogoredo FS M3 – Viale Ungheria – Peschiera Borromeo (Linate)
0940 Porta Volta – Ospedale Policlinico – Cadorna FN
0950 Rogoredo FS M3 – Famagosta M2 – San Cristoforo FS M4
0980 Lotto – Famagosta M2
0990 Noverasco (Opera) – Vigentino
1710 Interna Cimitero Maggiore
1720 Cimitero di Bruzzano – Bicocca M5
1740 Quartiere Turro – Cimitero di Greco – Loreto
1750 Cimitero di Lambrate – Ponte Lambro
1760 Innerhalb des Cimitero di Bruzzano
1800 Lampugnano M1 – Stadion San Siro (Piazzale Axum)
1830 Linate Aeroporto M4 – Idroscalo

## Vorortbuslinien
0660 Milano (Via Cadore) – Peschiera Borromeo (Bettola)
0830 Niguarda - Bresso – Cormano – Comasina M3
0890 Affori FN M3 – Novate Milanese (Via Stelvio)
1210 San Donato M3 – San Giuliano Milanese FS
1300 San Donato M3 – San Donato Milanese – Zivido di San Giuliano Milanese
1320 San Donato M3 – San Donato Milanese – Certosa di San Donato Milanese
1400 Milano Rogoredo FS M3 – Poasco – Sesto Ulteriano - San Donato Milanese – San Donato M3
1650 Comasina M3 – Limbiate Ospedale
1660 Zara – Parco Nord – Desio
2010 Rozzano (Via Milano) – Rozzano (Via Alberelle)
2200 Rozzano (Via della Libertà) – Locate di Triulzi (Via Piave)
2220 Milano Vigentino – Pieve Emanuele FS
2300 Milano Abbiategrasso M2 – Basiglio
3210 Milano Bisceglie M1 – Buccinasco - Assago Forum M2
3220 Milano Bisceglie M1 – Cesano Boscone (Quartiere Tessera)
3230 Milano Bisceglie M1 – Cesano Boscone FS
3240 Milano Romolo FS M2 – Corsico (Piazza Europa)
3250 Milano Romolo FS M2 – Buccinasco (Via Lario)
3260 Milano San Cristoforo FS M4 – Corsico (Via Curiel)
3270 Milano Bisceglie M1 – Trezzano sul Naviglio (Quartiere Zingone) – Cusago (Via Baggio)
3280 Pieve Emanuele FS – Assago Forum M2 – Pieve Emanuele FS
3510 Milano Piazzale Negrelli – Buccinasco (Via Emilia)
3520 Assago Forum M2 – Buccinasco (Via Romagna)
3530 Assago Nord M2 – Assago (Via del Sole)
4230 Milano San Siro Stadio M5 – Settimo Milanese (Via della Libertà)
4240 Milano Molino Dorino M1 – Bareggio (Via Gallina)
4310 Bareggio – Rho (Passirana)
4330 Milano Bisceglie M1 – Rho (Passirana)
5280 Milano Cimitero Maggiore – Rho (Via Capuana)
5420 Rho Fiera FS M1 – Rho (Passirana)
5600 Milano Qt8 M1 – Arese (Via Valera)
5610 Rho Fiera FS M1 – Arese (Via Vismara)
5660 Milano Roserio – Paderno Dugnano FN
7000 Sesto FS M1 – Sesto (Cimitero Nuovo)
7010 Sesto Rondò M1 – Cologno Sud M2
7020 Cologno Nord M2 – Sesto – Cinisello (Sant'Eusebio)
7050 Cormano (Via Buonarroti) – Milano Comasina M3
7070 Cologno Nord M2 – Cologno (Via Giordano)
7080 Milano Parco Nord – Sesto Rondò M1
7090 Cologno Sud M2 – Cologno (San Maurizio)
7120 Cinisello – Sesto FS M1
7130 Milano Bignami M5 – Sesto (Cimitero Vecchio)
7270 Sesto FS M1 – Cormano Cusano FN
7280 Cusano Milanino (Viale Unione) – Cinisello (Sant'Eusebio) – Milano
7290 Sesto FS M1 – Cusano – Cormano – Milano Comasina M3
7830 Bresso (Via Don Minzoni) – Milano Bicocca M5
9010 San Donato M3 – Peschiera Borromeo – Linate Aeroporto M4
9020 San Donato M3 – Peschiera Borromeo
9030 San Donato M3 – Linate Aeroporto M4
9230 Ospedale San Raffaele – Linate Aeroporto M4
923s Segrate (Via Di Vittorio) – Segrate (Istituti Scolastici)
9240 Milano Lambrate FS M2 – Segrate (Piazza Sant'Ambrogio) – Cascina Burrona
9250 Milano Cascina Gobba M2 – Milano Due – Milano Udine M2
9260 Peschiera Borromeo (San Felicino) – Segrate FS
9280 Milano Cascina Gobba M2 – Segrate (Redecesio)
9650 Milano Piazza Aspromonte – Pioltello (Via Milano)
9730 Milano Piazza Cinque Giornate – Linate Aeroporto M4 – Peschiera Borromeo (San Felicino)